# Општина Михаилени (Сибињ)
Михаилени (рум. Mihăileni) општина је у Румунији у округу Сибињ.
Oпштина се налази на надморској висини од 427 m.